# Álvaro Sobrinho
Álvaro de Oliveira Madaleno Sobrinho (Luanda em 1962) é um empresário luso-angolano, antigo diretor do Banco Espírito Santo (BES) em Lisboa e do banco BES Angola.
Em 1984, quando era estudante com 22 anos Álvaro Sobrinho declarou que pretendia perder a nacionalidade portuguesa. Contudo, o registo só foi informatizado em 2011. E a comunicação interna da perda de nacionalidade só chegou em abril de 2024 ao Gabinete de Medidas Cautelares da Unidade de Coordenação de Fronteiras e Estrangeiros, através de um e-mail enviado pelo Departamento de Identificação Civil do Instituto dos Registos e Notariado o passaporte português só lhe foi apreendido a 11 de agosto de 2024.

## Vida profissional

### Carreira
Depois da carreira na BES em 2013, e com que a BES assumiu estar em guerra com ele,  Sobrinho se concentrou em investimentos que cobrem indústrias como a das telecomunicações e média, com investimentos na YooMee Africa  e no Grupo Newshold. Os seus investimentos cobrem também uma séria de parcerias na área das publicações, indústria e turismo. Em 2013, Sobrinho tornou-se no maior acionista individual da Sporting Clube de Portugal - Futebol SAD, através da conversão de créditos da empresa Holdimo - onde Sobrinho é investidor - em 29.8% do capital da Sporting CP - Futebol SAD.

### Corrupção
Em 2012 é implicado em diversos processos de gestão danosa. Em 2014 é novamente referido em processos de corrupção e gestão danosa.
Foi presidente do BES Angola e em 2024 vai de ser julgado num processo em que é acusado de ter desviado 400 milhões de euros da sucursal angolana do BES.

### Negócios
Na área financeira, o empresário detém, a título individual, 5% do BES Angola, assim como cerca de 3% da Espírito Santo International, através de várias sociedades detidas maioritariamente por si. Esta última empresa controla, por sua vez, a maior accionista do Banco Espírito Santo, a Espírito Santo Financial Group, a qual, por sua vez, controla o Banque Privée Espirito Santo (BPES) na Suiça, entre outros. Como presidente do BES tinha sido chamado ao Banco de Portugal para dar explicações sobre uma comissão de € 8,5 milhões que teria recebido de uma consultoria dada a um cliente em Angola.
Na área dos media, Álvaro Sobrinho detém indiretamente - através da família, acionista da Newshold - uma participação de 96% no semanário Sol. O grupo explora ainda a área comercial do Diário I e tem um acordo para a sua eventual compra no futuro. O interesse na Rádio e Televisão de Portugal (RTP) foi publicamente assumido pela empresa - durante o rocambolesco processo de possível privatização de um dos canais da empresa, entretanto abandonado pelo Governo - com o objetivo de criar um grande grupo de media para o mercado lusófono.
Em 2013, Sobrinho passou a liderar o Banco Valor em Angola, ocupando a posição de presidente executivo.
Sobrinho está também envolvido com a filantropia em África. Ele é presidente do Planet Earth Institute, uma ONG registada no Reino Unido. O Planet Earth Institute é uma organização creditada pelo Programa das Nações Unidas para o Meio Ambiente, e tem como missão o “Desenvolvimento Científico de África”. O Instituto participou no programa das Nações Unidas do Rio +20, e mais recentemente nos debates "Pós 2015" em Nova Iorque.